# Rivolta di Gand (1539)

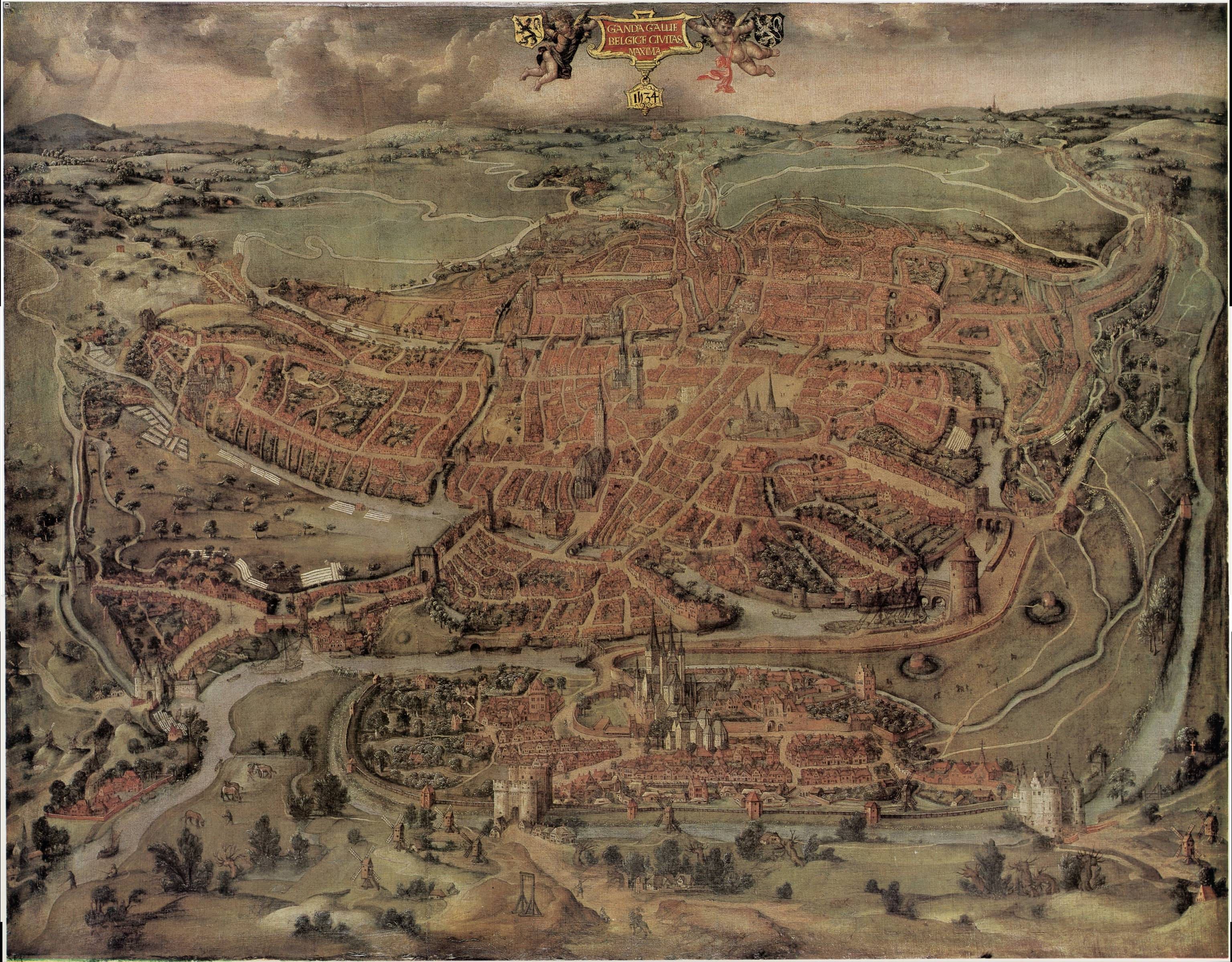
Dipinto di Gand del 1534. L'abbazia di Saint Bavo, sullo sfondo, venne distrutta su ordine di Carlo dopo la rivolta.

La rivolta di Gand fu una sollevazione popolare messa in atto, dai cittadini di Gand, contro il regime dell'imperatore del Sacro Romano Impero e re di Spagna Carlo V nel 1539. La rivolta fu una reazione alle tasse elevate, utilizzate solo per combattere le guerre all'estero, in particolare la Guerra d'Italia del 1536-1538. I ribelli si arresero, senza combattere, quando Carlo entrò in città l'anno seguente.  Carlo umiliò i ribelli facendoli sfilare in magliette bianche con cappi di boia al collo. Da allora i cittadini di Gand informalmente si definiscono "portatori di cappio".

## Situazione
A quel tempo, Gand faceva parte dell'Impero spagnolo. Assieme ai Paesi Bassi era un centro internazionale del commercio e dell'industria, e quindi un'importante fonte di ricavi per la Spagna. Era soggetto alle regole dell'imperatore e re di Spagna Carlo V, anche se era sua sorella, Maria d'Austria, che in realtà governava la regione come sua reggente. Gand aveva una popolazione tra 40 000 a 50 000 persone
Nel 1515, Carlo impose a Gand il trattato di Calfvel, che, tra le altre cose, impediva alle gilda di scegliere i propri presidi. Inutile dire che questo era molto impopolare fra gli iscritti alle gilde.
Nel 1536, Carlo entrò in guerra contro il re francese Francesco I per il controllo del nord Italia (Guerra d'Italia del 1536–1538). Carlo chiese a Maria di raccogliere fondi e coscritti dalle province olandesi. Alla fine di marzo 1537, Maria presentò un prelievo di 1,2 milioni di fiorini e un esercito di 30 000 coscritti insieme a munizioni e artiglieria. Le Fiandre avrebbero dovuto pagare un terzo del costo dell'operazione. Gand era già profondamente in debito a causa di tasse inflitte dai suoi governanti nel secolo precedente.

## La rivolta
Delle quattro province olandesi, Gand fu l'unica a rifiutare le nuove tasse. L'imposta era stata respinta dal Collatie di Gand, il forum rappresentante i nobili della città, la grande gilda dei tessitori e le 53 piccole gilde, strappando il manoscritto sul quale era stato firmato il Trattato impopolare nel 1515. Anche i lavoratori di 50 giorni (noti come creesers) furono invitati a sedere nel consiglio. Il Consiglio citò un trattato del 1477 (il grande privilegio), secondo il quale non poteva essere imposta alcuna tassa alle province se queste non l'avessero accettata all'unanimità. Le altre province, tuttavia, non si unirono alla rivolta.
Maria cercò di trattare con i ribelli, ma inutilmente. Pertanto ordinò l'arresto di ogni cittadino di Gand trovato a Bruxelles o ad Anversa.
Carlo, in quel tempo in Spagna, decise di intervenire personalmente.  Il re francese Francesco I, sperando di migliorare le relazioni con Carlo, consentì alle armate imperiali di passare per il suolo francese.  Carlo si mosse attraverso la Francia durante l'inverno del 1539; il 12 dicembre si era già incontrato con Francesco a Loches, che lo accompagnò a Parigi. Raggiunse Valenciennes nel mese di gennaio, dove incontrò sua sorella Maria, nonché una delegazione di Gand. Carlo li avvertì che avrebbe usato la rivolta della loro città come monito nei confronti degli altri stati satelliti.
Carlo raggiunse Gand il 14 febbraio 1540 con un esercito di 5 000 uomini. La città non si aspettava l'arrivo di Carlo in persona, al comando di un esercito, e non offrì alcuna resistenza al suo ingresso. I capi della rivolta vennero arrestati, e 25 di essi furono giustiziati. Il resto doveva essere umiliato: il 3 maggio, vennero fatti sfilare per le strade della città, dal municipio verso il palazzo di Carlo, il Prinsenhof. Il corteo era composto da tutti sceriffi della città, impiegati, funzionari, e 30 nobili vestiti in abiti neri e piedi nudi; 318 membri delle gilde e 50 tessitori, anche loro vestiti di abiti neri, e gli operai a 50 giorni vestiti di camicie bianche con cappi da boia al collo.  Il cappio del boia simboleggiava la forca che costoro avrebbero meritato. Al Prinsenhof, dovettero mendicare la pietà di Carlo e Maria.
Alla città venne imposta una multa di 8 000 guilders.  Carlo decretò una nuova costituzione, la Concessione Carolina, che spogliò Gand di tutte le sue libertà giuridiche e politiche medievali, così come di tutte le sue armi. I tessitori e 53 altre corporazioni di mestieri vennero fuse in 21 corporazioni e dei privilegi di tutte le gilde vennero salvati solo quelli dei battellieri e dei macellai. L'antica abbazia di San Bavo e la sua chiesa del Santissimo Salvatore vennero demoliti per far posto a una nuova fortezza. Otto porte della città vennero definitivamente chiuse, e parti delle sue mura furono demolite. Gli scabini della città sarebbero stati, da allora in poi, selezionati dai magistrati della Casa d'Asburgo (famiglia di Carlo). Carlo ordinò anche la soppressione delle feste cittadine che favorivano l'orgoglio civico.

## Eredità
Dal momento di questo incidente gli abitanti di Gand hanno assunto il soprannome Stroppendragers (portatori di cappio). Ogni estate, durante la Festa di Gand, la gilda dei portatori di cappio commemora la rivolta sfilando per le strade vestiti di camicie bianche con cappi al collo. Il cappio è anche diventato un simbolo informale di Gand.
|  |  |